# Granollers
Granollers ist eine spanische Stadt in der Autonomen Region Katalonien, etwa 25 km nordöstlich des Stadtzentrums von Barcelona.
Sie ist die Hauptstadt der Comarca Vallès Oriental in der Provinz Barcelona und wird vom Besòs durchflossen. Die Einwohnerzahl beträgt 64.181 (Stand: 2024). Granollers ist eine der am dichtesten besiedelten Städte Kataloniens.

## Geschichte
Während des Spanischen Bürgerkrieges erfolgte am 31. März 1938 ein brutaler italienischer Luftangriff auf die Stadt.

## Sehenswürdigkeiten
Trotz der zahlreichen Industrieansiedlungen gibt es in Granollers auch Sehenswertes.
- La Porxada ist ein Renaissancebau, der einst als Lagerhaus für Getreide diente.
- Am Carrer de Corró befindet sich das ehemalige Hospital de Sant Domènec, heute ein Theater in restauriertem gotischem Stil.

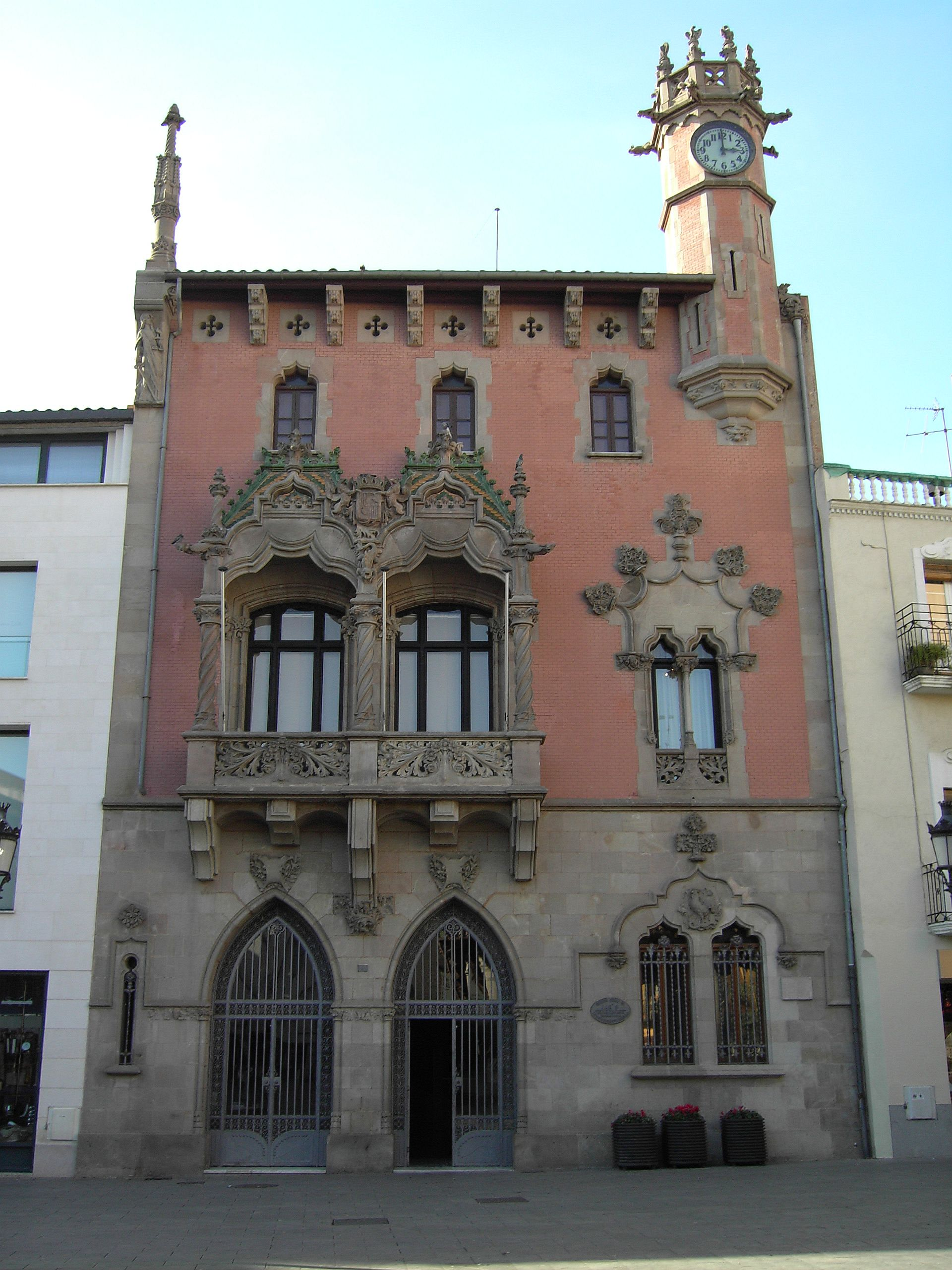
Rathaus von Granollers
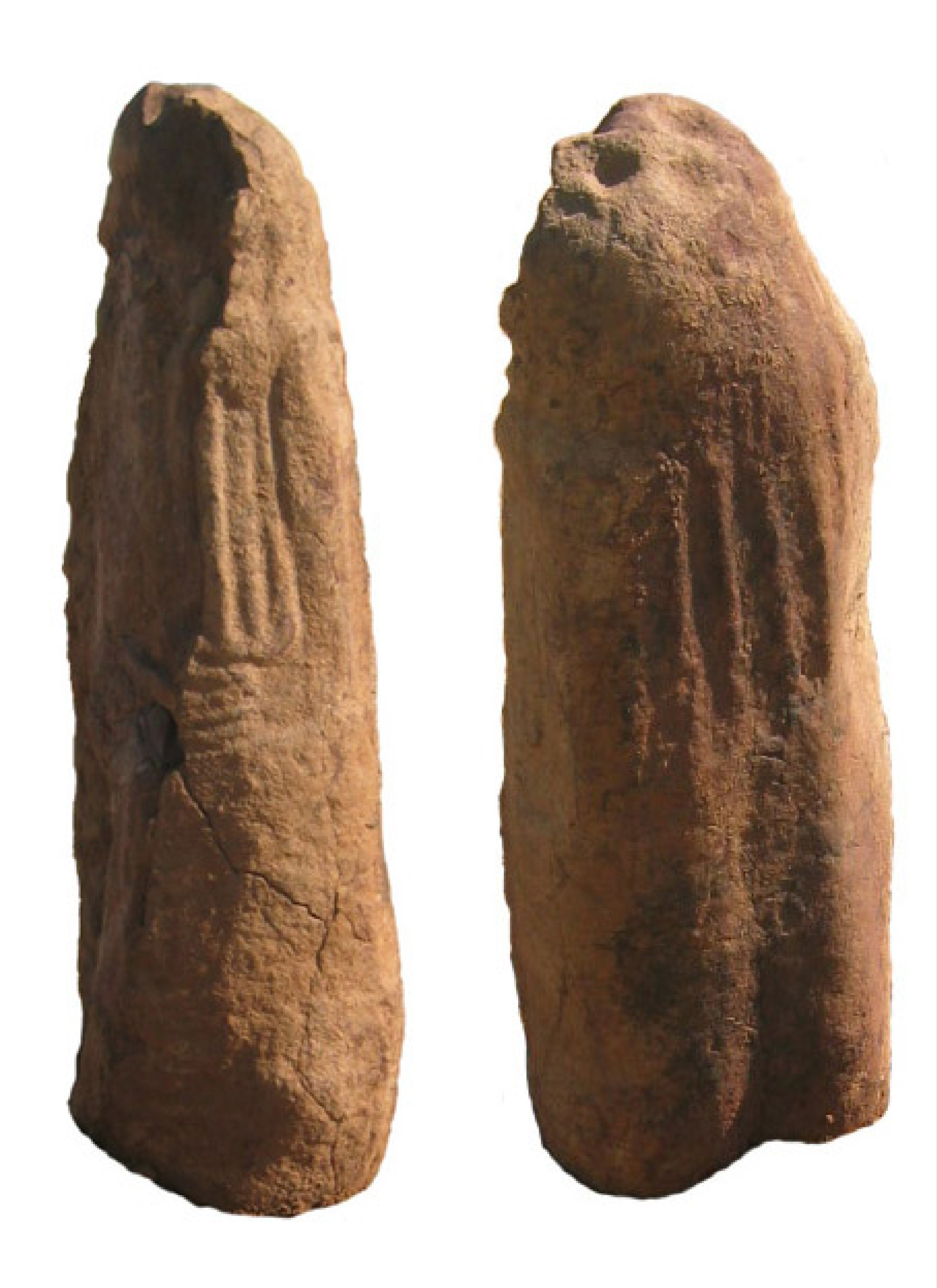
Statuenmenhir de Ca l´Estrada
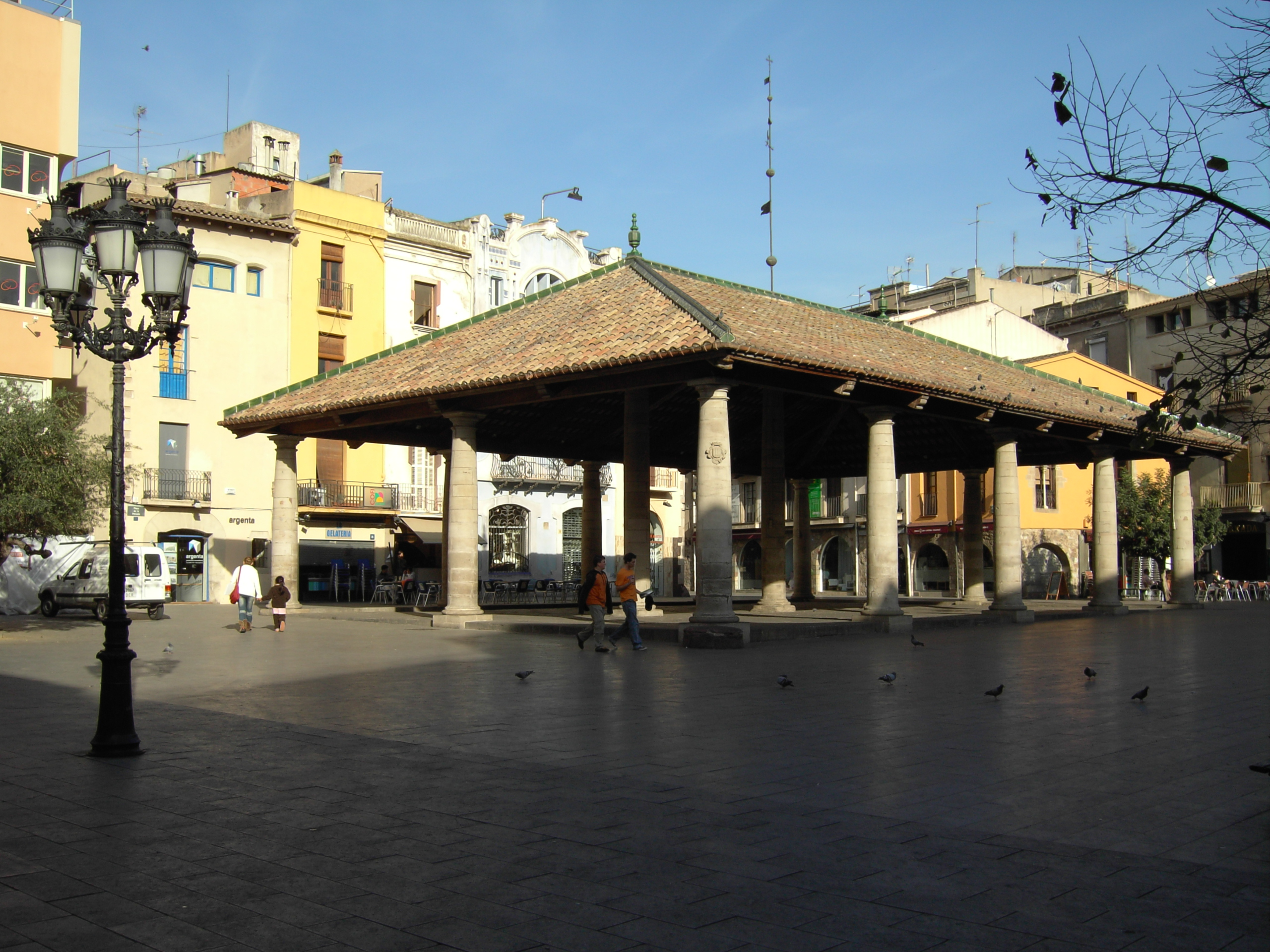
La Porxada

## Sport
Granollers war Austragungsort von Handballspielen bei den Olympischen Spielen 1992 und bei der Weltmeisterschaft der Männer 2013.
Der Club Balonmano Granollers spielt Handball in der ersten Liga Spaniens.

## Söhne und Töchter der Stadt
- Benet Soler (um 1640 – 1682), Kapellmeister, Komponist
- Josep Soler i Ventura (1872–1946), Violoncellist und Professor für Violoncello
- Cristóbal Martí (1903–1986), Fußballspieler und -trainer
- Antoni Cumella (1913–1985), Keramiker
- Jaume Traserra Cunillera (1934–2019), Geistlicher und römisch-katholischer Bischof von Solsona
- Miguel Roca Mas (* 1936), Handballfunktionär, -trainer und -spieler
- Josep Costa i Vila (* 1953), katalanischer Maler
- Sergi López Segú (1967–2006), Fußballspieler
- Jordi Núñez (* 1968), Handballspieler
- Santi Vila i Vicente (* 1973), Historiker und Politiker
- Carlos Viver Arza (* 1973), Handballtrainer und -spieler
- Antonio Hidalgo (* 1979), Fußballspieler
- Gerard López (* 1979), Fußballspieler
- Jordi López (* 1981), Fußballspieler
- Álvaro Ferrer Vecilla (* 1982), Handballspieler
- Cristian Malmagro (* 1983), Handballspieler
- Laura Pous Tió (* 1984), Tennisspielerin
- Aleix Espargaró (* 1989), Motorradrennfahrer
- Pol Espargaró (* 1991), Motorradrennfahrer
- Laia Pons (* 1993), Synchronschwimmerin
- Meritxell Mas (* 1994), Synchronschwimmerin
- Kaba Gassama (* 1997), Handballspielerin
- Jordi Mboula (* 1999), Fußballspieler
- Martina Capdevila Barbany (* 2001), Handballspielerin
- Marc Guiu (* 2006), Fußballspieler